# Балчик (аеропорт)
Аеропорт Балчик (ІКАО: LBWB) — аеропорт спільного використання у Болгарії. Використовувався як військовий аеродром до 1998 року. Аеропорт має цивільну ліцензію, що означає, що він може приймати повітряні судна вагою до 5,7 т.

## Основні параметри
Аеродром Балчик розташований за 2 кілометри на північний захід від центру Балчика на площі 3700 гектарів рівнинної місцевості на висоті 188 метрів, а злітно-посадкова смуга розташована приблизно в одному кілометрі від берегової лінії. Через це його стратегічне розташування називають «непотоплюваним авіаносцем Болгарії». Його розташування дозволяє при зльоті в напрямку Чорного моря відразу почати зниження на 150-180 метрів, що робить його унікальним в Болгарії. Має одну злітну смугу довжиною 2467 метрів.

## Історія
Перші відомості про створення аеродрому датуються 1 липня 1935 року. Місто Балчик на той час входило до Королівства Румунія. Створений цивільний аеропорт обслуговував повітряний маршрут Балчик-Констанца-Бухарест і, ймовірно, був створений за бажанням румунської королівської династії. Це задовольняє його амбіції щодо використання курортної бази області. Повітряне сполучення здійснювалося декількома 6-місними літаками "Юнкерс".
На підставі Крайовської мирної угоди 1940 року Південна Добруджа була повернута Болгарії. Румунська влада перед уходом, практично знищила все, що пов’язано з аеропортом – вилучено обладнання, вибиті вікна або напівзруйновані будівлі, засипані колодязі. Злітну смугу було переорано. Наступного року болгарський уряд схвалив плани військового міністерства використовувати аеропорт у військових цілях.
На практиці, першими літаками, що базувалися в цьому болгарському аеропорту, були кілька літаків Heinkel 111 і Junkers 88 німецьких ВПС, в основному для розвідувальних польотів. З початком війни проти СРСР (22 червня 1941 р.) ця невелика військова частина залишила межі Болгарії.
Першим болгарським авіаційним формуванням була стрілецька школа, розгорнута 24 травня 1941 року і діяла до 9 вересня 1944 року.
1 жовтня 1941 року на основі та на виконання листа штабу ВПС ЗС № І-2733 був сформований підрозділ «Галата». На аеродромі Балчик почала дислокуватися 682-а винищувальна ескадрилья 6-го авіаційного полку, ця дата прийнята як дата народження військового аеродрому Балчик.
З травня 1945 по вересень 1946 року, у зв'язку з переозброєнням, майже всі болгарські льотчики-винищувачі були переведені на навчання на винищувачі Як-9 з використанням аеродрому Балчик.
18 жовтня 1955 року 27-й винищувальний авіаційний полк здійснив переліт з аеропорту Безмер, що поклало початок використанню аеродрому як бази винищувальної авіації. 27-й винищувальний полк був розформований і припинив існування у складі ВПС 1 травня 1963 року.
Після реорганізації 3-я винищувальна авіаескадрилья залишилася в Балчику у складі 15-го винищувального авіаполку - Равнець. У 1970 році Балчикська ескадрилья змінила свою нумерацію і стала 2-ю винищувальною авіаескадрильєю у складі 15-го винищувального авіаполку - Равнець.

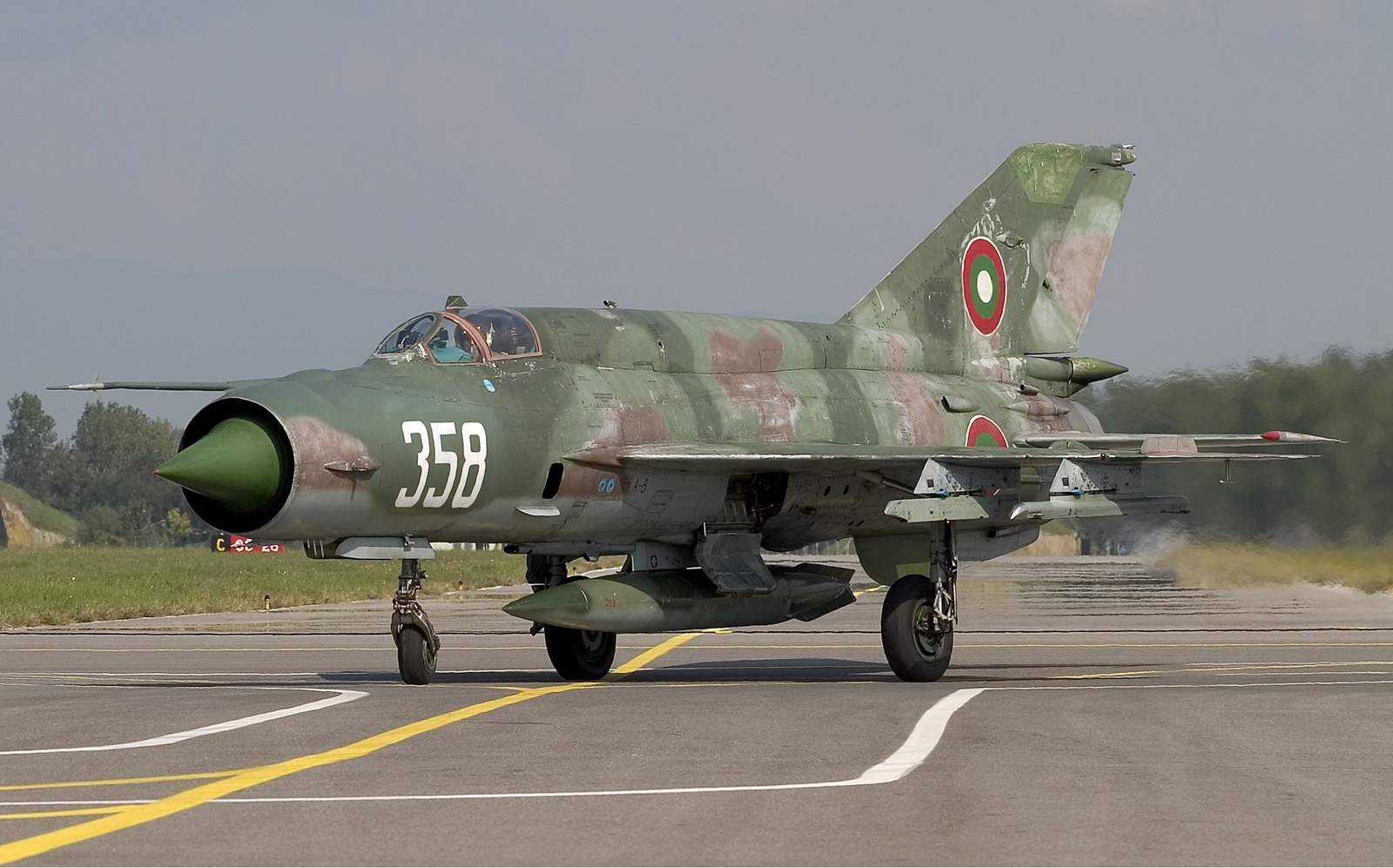
МіГ-21біс ПС Болгарії

Військова авіаційна база працювала до 1998 року, коли останні МіГ-21біс і Л-29 були передані на інші військові бази, завершивши 43-річний період існування бази як аеродрому винищувачів. З 1998 року аеродром був активований для виконання завдань, пов'язаних з іншими діючими авіабазами з винищувальної, транспортної або вертолітної авіацією. 
Скорочений штат підтримує інфраструктуру аеропорту в готовності до прийому літаків, які беруть участь у тренувальних польотах, стрибків з парашутом, рейсів транспортної авіації, забезпечення стрільб на полігоні Шабла тощо.
На даний момент використовується як місце базування приватної літальної авіації.